# Demokratisk förnyelse
Demokratisk förnyelse (grekiska: Δημοκρατική Ανανέωση, Dimokratiki Ananeosi, DIANA) var ett parti i Grekland, grundat av Konstantinos Stefanopoulos (senare Greklands president) den 6 september 1985. Partiet existerade fram till juni 1994. Stefanopoulos lämnade center-högerpartiet Ny demokrati i augusti 1985 på grund av en konflikt med flera av Ny demokratis parlamentsledamöter. Partiet erhöll ett mandat i det nationella parlamentsvalet 1989 och ett i parlamentsvalet 1990. Även i Europaparlamentsvalet 1989 erhöll partiet ett mandat.